# Myuchelys georgesi
Espèce
Synonymes
- Elseya georgesi Cann, 1997
- Wollumbinia georgesi (Cann, 1997)

Statut de conservation UICN

 DD  : Données insuffisantes
Myuchelys georgesi est une espèce de tortue de la famille des Chelidae. Étroitement endémique de la Bellinger River (en), en Australie, elle est menacée début 2015 par une vague d'extinction causée par la septicémie cutanée ulcéreuse (Septicemic cutaneous ulcerative disease ou SCUD).

## Répartition
Cette espèce est endémique de Nouvelle-Galles du Sud en Australie. Elle se rencontre dans le bassin de la Bellinger River (en).

## Étymologie
Cette espèce a été nommée en l'honneur de l'herpétologiste australien Arthur Georges.

## Publication originale
- Cann, 1997 : Georges short-neck turtle, Elseya georgesi sp. nov.. Monitor - Journal of the Victorian Herpetological Society, vol. 9, no 1, p. 18-23 (texte intégral).